# Moderní pětiboj na Letních olympijských hrách 2008 – muži – jednotlivci
Moderní pětiboj mužů na Letních olympijských hrách 2008 v Pekingu se konal ve čtvrtek 21. srpna na třech místech: Olympic Green Convention Center (střelba a šerm), Ying Tung Natatorium (plavání) a stadion olympijského sportovního centra (jezdectví a běh).
Mužské soutěži v moderním pětiboji již potřetí v řadě dominovali Rusové a Litevci. Zlatou medaili získal Rus Andrej Mojsejev a úspěšně obhájil olympijský titul se ziskem 5632 bodů. Mojsejev se také stal druhým moderním pětibojařem, který vyhrál dvě individuální zlaté medaile (po Larsi Hallovi ze Švédska v roce 1952 a v roce 1956). Litevci Edvinas Krungolcas a Andrejus Zadneprovskis obsadili další dvě místa na stupních vítězů, získali stříbro a bronz.

## Výsledky závodu mužů
| Rank             | Soutěžící                    | Střelba Skóre (body) | Šerm Vítězství (body) | Plavání Čas (body) | Jezdectví Skóre (body) | Běh Čas (body)  | Celkový počet bodů |
| ---------------- | ---------------------------- | -------------------- | --------------------- | ------------------ | ---------------------- | --------------- | ------------------ |
| Zlatá medaile    | Andrej Mojsejev (RUS)        | 186 (1168)           | 26 (1024)             | 2:02.55 (1332)     | 67.70 (1060)           | 09:48.75 (1048) | 5632               |
| Stříbrná medaile | Edvinas Krungolcas (LTU)     | 185 (1156)           | 21 (904)              | 2:07.63 (1272)     | 70.89 (1144)           | 09:42.65 (1072) | 5548               |
| Bronzová medaile | Andrejus Zadneprovskis (LTU) | 182 (1120)           | 15 (760)              | 2:02.27 (1336)     | 75.20 (1168)           | 09:25.00 (1140) | 5524               |
| 4                | Qian Zhenhua (CHN)           | 189 (1204)           | 26 (1024)             | 2:07.46 (1272)     | 70.18 (1032)           | 10:04.40 (984)  | 5516               |
| 5                | Steffen Gebhardt (GER)       | 183 (1132)           | 18 (832)              | 2:06.84 (1280)     | 82.61 (1128)           | 09:33.97 (1108) | 5480               |
| 6                | Michal Michalík (CZE)        | 188 (1192)           | 16 (784)              | 2:08.37 (1260)     | 69.37 (1172)           | 09:47.25 (1052) | 5460               |
| 7                | Pavlo Tymoshchenko (UKR)     | 185 (1156)           | 22 (908)              | 2:09.20 (1252)     | 73.29 (1048)           | 09:42.61 (1072) | 5436               |
| 8                | Oscar Soto (MEX)             | 171 (988)            | 20 (880)              | 2:10.60 (1236)     | 77.32 (1160)           | 09:21.95 (1156) | 5420               |
| 9                | Dmytro Kirpulyanskyy (UKR)   | 184 (1144)           | 20 (880)              | 2:04.37 (1308)     | 71.16 (1088)           | 10:01.57 (996)  | 5416               |
| 10               | Samuel Weale (GBR)           | 177 (1060)           | 18 (832)              | 2:02.87 (1328)     | 83.56 (1036)           | 09:21.18 (1156) | 5412               |
| 11               | Deniss Čerkovskis (LAT)      | 184 (1144)           | 15 (760)              | 2:10.46 (1236)     | 71.75 (1088)           | 09:29.96 (1124) | 5352               |
| 12               | Dmitry Meliakh (BLR)         | 186 (1168)           | 11 (664)              | 2:03.03 (1324)     | 68.47 (1116)           | 09:41.97 (1076) | 5348               |
| 13               | Marcin Horbacz (POL)         | 185 (1156)           | 14 (736)              | 2:03.52 (1320)     | 65.46 (1088)           | 09:49.27 (1044) | 5344               |
| 14               | Nicola Benedetti (ITA)       | 183 (1132)           | 16 (784)              | 2:15.10 (1180)     | 69.15 (1056)           | 09:18.27 (1168) | 5320               |
| 15               | Yaniel Velazquez (CUB)       | 184 (1144)           | 18 (832)              | 2:16.38 (1164)     | 79.79 (1028)           | 09:29.55 (1124) | 5292               |
| 16               | Eric Walther (GER)           | 172 (1000)           | 20 (880)              | 2:00.84 (1352)     | 106.18 (892)           | 09:19.81 (1164) | 5288               |
| 17               | Andrea Valentini (ITA)       | 182 (1120)           | 18 (832)              | 2:11.70 (1220)     | 92.13 (972)            | 09:26.90 (1136) | 5280               |
| 18               | Sam Sacksen (USA)            | 178 (1072)           | 14 (736)              | 2:08.99 (1256)     | 81.55 (1104)           | 09:34.25 (1104) | 5272               |
| 19               | Viktor Horváth (HUN)         | 187 (1180)           | 16 (784)              | 2:05.17 (1300)     | 90.55 (896)            | 09:33.95 (1108) | 5268               |
| 20               | Ilia Frolov (RUS)            | 178 (1072)           | 18 (832)              | 2:04.01 (1312)     | 86.35 (828)            | 09:18.00 (1224) | 5212               |
| 21               | Bartosz Majewski (POL)       | 176 (1048)           | 18 (832)              | 2:09.14 (1252)     | 112.29 (900)           | 09:17.61 (1180) | 5204               |
| 22               | Eli Bremer (USA)             | 165 (916)            | 14 (736)              | 2:02.80 (1328)     | 68.82 (1060)           | 09:27.46 (1132) | 5172               |
| 23               | Jean Maxence Berrou (FRA)    | 176 (1048)           | 10 (640)              | 2:04.52 (1308)     | 70.64 (1060)           | 09:21.00 (1116) | 5172               |
| 24               | Joshua Riker-Fox (CAN)       | 171 (988)            | 15 (760)              | 2:11.54 (1224)     | 80.36 (1092)           | 09:34.46 (1104) | 5168               |
| 25               | Nick Woodbridge (GBR)        | 160 (856)            | 14 (736)              | 1:55.96 (1412)     | 73.22 (1060)           | 10:00.90 (1000) | 5064               |
| 26               | Gábor Balogh (HUN)           | 179 (1084)           | 19 (856)              | 2:07.32 (1276)     | 113.65 (852)           | 10:15.01 (940)  | 5008               |
| 27               | Christian Bustos (CHI)       | 178 (1072)           | 12 (688)              | 2:15.26 (1180)     | 78.42 (904)            | 09:29.57 (1124) | 4968               |
| 28               | David Svoboda (CZE)          | 191 (1228)           | 24 (976)              | 2:05.40 (1296)     | DNF (184)              | 09:24.35 (1144) | 4828               |
| 29               | Nam Dong-hong (KOR)          | 181 (1108)           | 15 (760)              | 2:05.28 (1300)     | 144.52 (540)           | 09:30.67 (1120) | 4828               |
| 30               | Cao Zhongrong (CHN)          | 160 (856)            | 21 (904)              | 2:01.53 (1344)     | 134.96 (712)           | 09:58.70 (1008) | 4824               |
| 31               | Yoshihiro Murakami (JPN)     | 181 (1108)           | 12 (688)              | 2:10.74 (1232)     | 98.33 (980)            | 10:46.70 (776)  | 4784               |
| 32               | Amro El Geziry (EGY)         | 174 (1024)           | 15 (760)              | 1:55.86 (1412)     | 144.79 (484)           | 09:58.55 (1008) | 4688               |
| 33               | Lee Choon-huan (KOR)         | 176 (1048)           | 19 (856)              | 2:09.18 (1252)     | DNF (84)               | 09:41.05 (1076) | 4316               |
| 34               | John Zakrzewski (FRA)        | 168 (952)            | 19 (856)              | 2:04.23 (1312)     | DNF (160)              | 10:04.15 (984)  | 4264               |
| 35               | Yahor Lapo (BLR)             | 178 (1072)           | 17 (808)              | 2:05.62 (1296)     | DNF (0)                | 09:41.17 (1076) | 4252               |
| 36               | Jaime Lopez (ESP)            | 183 (1132)           | 17 (808)              | 2:07.02 (1276)     | DNF (0)                | 10:05.80 (980)  | 4196               |